# Ferrotypia

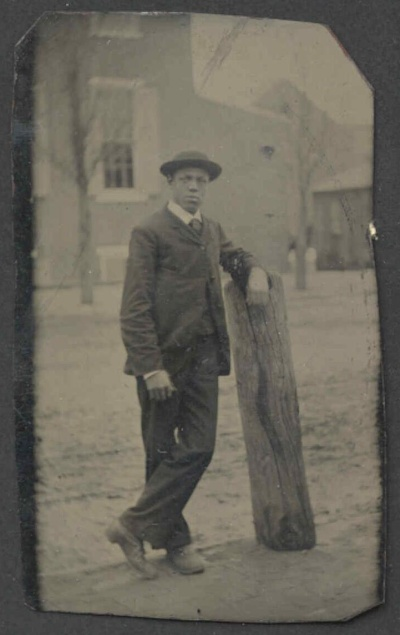
Zdjęcie wykonane w technice ferrotypii, ok. 1870

Ferrotypia (z łac. ferrum – żelazo) – pozytywowa technika otrzymywania obrazów fotograficznych.
W technice tej jako nośnik zastosowano płytki żelazne pomalowane na czarno. Do naświetlenia obrazu na płytce żelaznej wykorzystano, tak jak w ambrotypii, światłoczułą powłokę kolodionową.